# Flughafen La Rochelle

i7
i11
i13
Der Flughafen La Rochelle (französisch Aéroport de La Rochelle - île de Ré, IATA-Code: LRH, ICAO-Code: LFBH) ist ein Flughafen in Westfrankreich an der Atlantikküste zweieinhalb Kilometer nordwestlich von La Rochelle im Département Charente-Maritime. Er besitzt eine 2255 m lange Asphaltlandebahn und wird von der Industrie- und Handelskammer (Chambre de Commerce et d’Industrie) La Rochelle betrieben. Nach einem pandemiebedingten Rückgang wurde im Jahr 2023 mit 246.010 Passagieren wieder das Vor-Corona-Niveau erreicht.

## Geschichte
Bereits im Jahr 1932 stellte die Industrie- und Handelskammer La Rochelle den Antrag auf Bau eines Flughafens, als Zwischenlandemöglichkeit für Transatlantikflüge. Im Jahr 1933 wurde ein Aero-Club gegründet, auf dessen Initiative hin der Flugbetrieb aufgenommen wurde. Es wurden zahlreiche erfolgreiche Flugshows veranstaltet. Dies führte letztendlich zum Bau des heutigen Flughafens, der 1938 begonnen wurde. Im August 1939 wurde der Flugplatz eröffnet.
Der Flughafen La Rochelle-La Leu war während des Zweiten Weltkriegs Stützpunkt deutscher Jagdflugzeuge, die unter anderem zum Schutz deutscher U-Boote eingesetzt wurden. Zwischen Mai und Oktober 1941 lag hier zunächst die mit Bf 109 E/F ausgerüstete 1. Staffel der Ergänzungsgruppe des Jagdgeschwader 53. Später, von Februar 1943 bis Februar 1944 war hier die 2. Staffel der Ergänzungs-Jagdgruppe Ost stationiert, die im Sommer 1943 von Juni bis August noch von der 4. Staffel des gleichen Verbandes verstärkt wurde. Die Jagdgruppe Ost hatte neben Bf 109F/G auch Fw 190A in ihrem Bestand.
Nach dem Krieg bekam der Flughafen Aufschwung durch Linienflüge zu diversen französischen Zielen. Im Jahr 1961 wurde eine Asphaltlandebahn gebaut und 1966 ein Terminal zur Abfertigung errichtet.

## Verkehr
Der Flughafen wird von Privatpiloten genutzt.